# Vrachonisia Notiou Aigaiou: Velopoula, Falkonera, Ananes, Christiana, Pacheia, Fteno, Makra, Astakidonisia, Syrna - Gyro Nisia Kai Thalassia Zoni
Vrachonisia Notiou Aigaiou: Velopoula, Falkonera, Ananes, Christiana, Pacheia, Fteno, Makra, Astakidonisia, Syrna - Gyro Nisia Kai Thalassia Zoni este o arie protejată (arie specială de conservare — SAC, sit de importanță comunitară — SCI) din Grecia întinsă pe o suprafață de 4.582,26 ha, integral pe uscat.

## Localizare
Centrul sitului Vrachonisia Notiou Aigaiou: Velopoula, Falkonera, Ananes, Christiana, Pacheia, Fteno, Makra, Astakidonisia, Syrna - Gyro Nisia Kai Thalassia Zoni este situat la coordonatele 36°20′40″N 26°40′34″E / 36.344496°N 26.676041°E.

## Înființare
Situl Vrachonisia Notiou Aigaiou: Velopoula, Falkonera, Ananes, Christiana, Pacheia, Fteno, Makra, Astakidonisia, Syrna - Gyro Nisia Kai Thalassia Zoni a fost declarat sit de importanță comunitară în august 1996 pentru a proteja 1 specie de plante. Situl a fost protejat și ca arie specială de conservare în martie 2011.

## Biodiversitate
Situată în ecoregiunile marină mediteraneană și mediteraneană, aria protejată conține 12 habitate naturale: Straturi cu Posidonia (Posidonion oceanicae), Recifuri, Faleze cu vegetație de Limonium spp. endemic de pe coastele mediteraneene, Tufărișuri halo-nitrofile (Pegano-Salsoletea), Râuri mediteraneene cu debit intermitent, cu specii de Paspalo-Agrostidion, Matorral arborescenți cu Juniperus spp., Tufărișuri termo-mediteraneene și de pre-deșert, Sarcopoterium spinosum phryganas, Grohotișuri est-mediteraneene, Pante stâncoase calcaroase cu vegetație casmofită, Peșteri marine scufundate complet sau parțial, Păduri de Olea și Ceratonia.
La baza desemnării sitului se află o specie protejată de  plante: Silene holzmannii
Pe lângă speciile protejate, pe teritoriul sitului au mai fost identificate 15 specii de plante, 1 specie de nevertebrate.